# Ridderlijke Duitsche Orde, Balije van Utrecht
De Ridderlijke Duitsche Orde in de protestantse Balije Utrecht is een liefdadige ridderlijke orde die alleen Nederlandse protestantse edellieden toelaat.
De orde is in de Reformatie afgesplitst van de katholieke Duitse Orde.
In 1518 bezat de Balije van Utrecht, een van de veertien balijen van de grote en rijke Duitse Orde, veertien commanderijen. De orde werd bestuurd door een landcommandeur vanuit het Duitse Huis binnen de muren van de stad Utrecht. Sinds de orde het Duitse Huis in 1992 heeft kunnen terugkopen is dat na een onderbreking van twee eeuwen weer het hoofdkwartier van de balije. 

## De veertien commanderijen
- De commanderij van Middelburg of Zandvoord (1248/71-in 1581 verkocht)
- De commanderij van Katwijk (en Valkenburg) (1241-vanaf 1388 in Katwijk gevestigd en vanaf 1599 samengevoegd met Leiden)
- De commanderij van Leiden (1268 -rond 1650)
- De commanderij van Maasland of Hofdijk (1241-heden)
- De commanderij van Schoonhoven (1395-1578)
- De commanderij van Schelluinen (1220-1700)
- De commanderij van Tiel of Hemert (voor 1256-heden, vanaf 1328 in Tiel gevestigd)
- De commanderij van Rhenen (1277-1630)
- De commanderij van Doesburg (1286-1657)
- De commanderij van Dieren (1218-heden, vanaf 1434 behorend aan de balije Utrecht)
- De commanderij van Ootmarsum. Deze werd tussen 1262 en 1454 aan de balije Westfalen afgestaan, ze werd in 1811 geseculariseerd wat inhield dat ze verdween, maar werd in 2006 weer hersteld, nu als deel van de Utrechtse Balije[1].
- De commanderij van Nes (voor 1243-1604 door de Staten van Friesland geseculariseerd)
- De commanderij van Schoten of Schoterburen (voor 1299-heden)
- De commanderij van Bunne of Bonne (1272-1563)

De commanderijen waren kleine beheerscentra met eigen inkomsten uit voornamelijk pacht en kerkelijke inkomsten (aan veel commanderijen was een parochiekerk verbonden). De commandeur bestuurde het geheel en de op de commanderij levende priester- en ridderbroeders wijdden zich aan gebed en het beheer van de goederen. De geschiedenis van de Utrechtse balije is aan het einde van vijftiende eeuw opgetekend in de Croniken van der Duytscher Oirden (in Duitstalige literatuur beter bekend als de Jüngere Hochmeisterchronik).
De periode van de kruistochten lag in de zestiende eeuw al lang in het verleden en overal in Europa keken de vorsten met enige hebzucht naar de enorme bezittingen van de nutteloos geworden ridderorden. Zo werden militaire orden als de rijke Spaanse Orde van Calatrava binnen de machtssfeer van de koning gebracht. De Duitse Orde heeft dit lot, althans in Nederland, kunnen ontlopen.
De Staten van Utrecht verboden in 1581 de katholieke eredienst en alle katholieke orden en instellingen. Hun bezittingen vielen toe aan de Staten van Utrecht.
De Duitse Orde kon desondanks blijven bestaan, omdat landcommandeur Jacob Taets van Amerongen de Staten beloofde dat alle ridders protestant zouden worden. Daarmee verviel in theorie ook het verplichte celibaat van de ordebroeders. Het protestantisme wijst het celibaat af, maar het kapittel stond de Ridders van de Duitse Orde in haar Balije pas in 1638 toe om te trouwen.
De Staten werden de grootmeester en beschermden als soevereine opvolgers van de afgezworen heer der Nederlanden Filips II de Duitse Orde.
De protestantisering van de orde verliep zeer geleidelijk. De laatste katholieke landscommandeur, Diederik de Bloys van Treslong, trad pas in 1619 af. Zijn opvolger Jasper van Lynden was de eerste van de sindsdien steeds protestantse bestuurders van de balije, maar de laatste katholieke commandeurs verdwenen pas in het midden van de 17e eeuw.
De ridders en commandeurs legden in de middeleeuwen, zoals in een kruisridderorde gebruikelijk, een gelofte van armoede, een gelofte van kuisheid en een gelofte van gehoorzaamheid af. Men kon dus spreken van ridder-monniken. De reformatie maakte geleidelijk een einde aan de naleving van deze geloften. Ten minste een van de landcommandeurs van de Utrechtse Balije woonde op het terrein van het Duitse Huis samen met zijn concubine en zijn bastaardkinderen. In strijd met de gelofte bezaten commandeurs een eigen vermogen waarover zij ook testamentair beschikten zodat hun bezit niet langer automatisch toeviel aan hun orde. De officiële opheffing van het celibaat in 1637 wordt gezien als de definitieve breuk tussen de protestants geworden Utrechtse Balije en de katholiek gebleven balijen die onder het gezag van de Duitsmeester als katholiek instituut bleven voortbestaan.
Het losmaken van de Balije uit het juridische en economische geheel van de Duitse Orde heeft veel tijd gekost. Opvallend is dat de commanderijen van de balije Alden Biesen en de commanderij Ootmarsum, hoewel op het grondgebied van de Republiek der Vereenigde Nederlanden gevestigd, tot de Duitse, katholieke, organisatie behoorden.

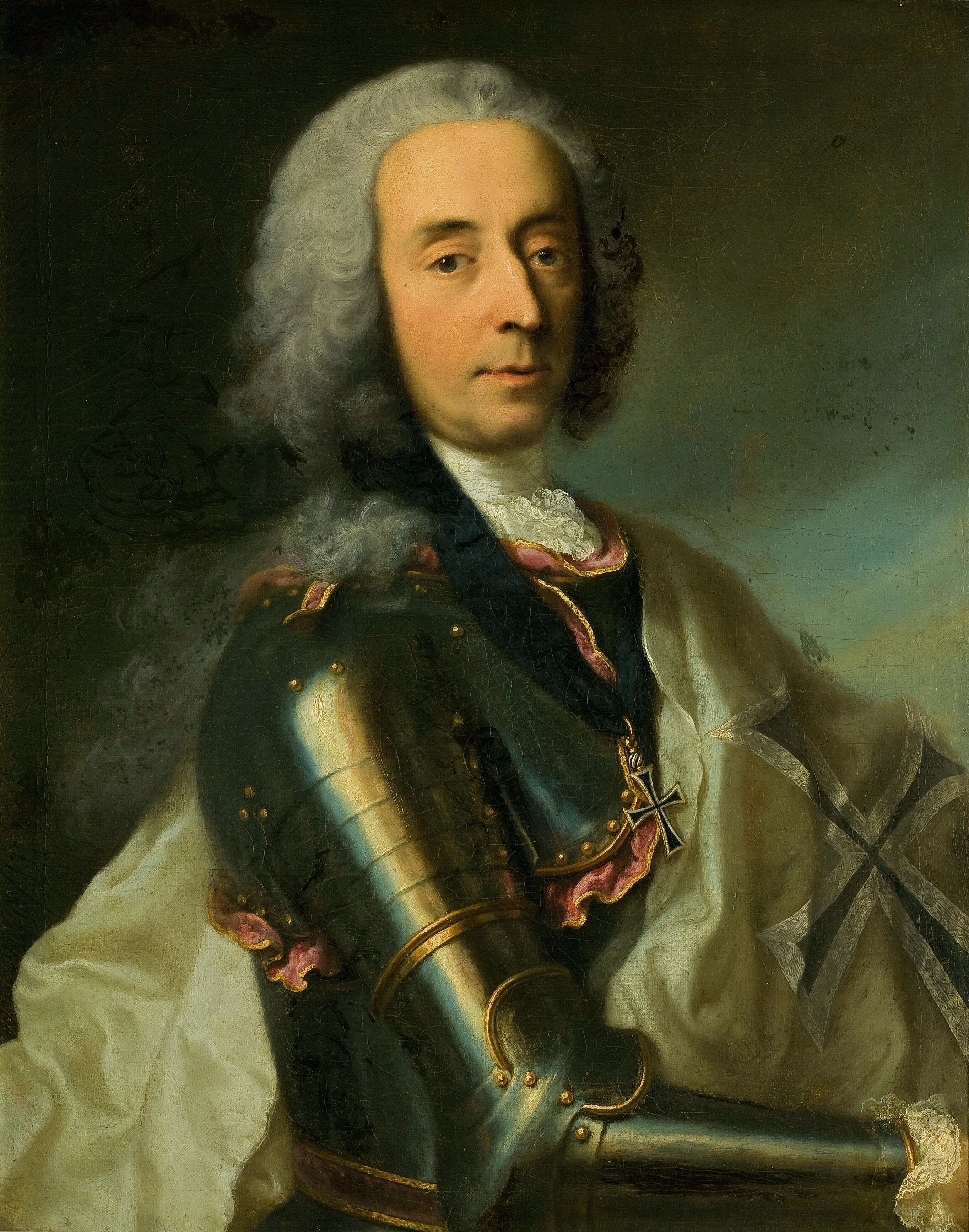
Unico Wilhelm van Wassenaer Obdam door George de Marees. Van Wassenaer draagt mantel en juweel van de Duitse Orde.

De orde was nu een in veler ogen nutteloos maar lucratief instituut geworden. De twaalf commandeurs woonden op hun eigen kastelen en havezathen maar verdeelden wel onderling een groot deel van de inkomsten. De "grote prijs" was de rijke commanderij van Dieren die daarom na 1620 door de leden van de familie Nassau werd opgeëist.
De kerken en huizen van de orde geraakten in verval omdat de commandeurs daar niet meer resideerden.
De orde liet protestantse edelen met "Duits", dat wil zeggen Nederlands of Duits, bloed en vier adellijke kwartieren in haar midden toe als "ridders-expectant". Uit deze heren werd dan, zo er door overlijden een commanderij vrij kwam, een nieuwe commandeur gekozen.
De Orde hield zich nog wel actief bezig met weeshuizen en verschafte geld aan de diaconieën in haar commanderijen. Deze deden op hun buurt aan armenzorg.
Een bijzondere plaats in de geschiedenis van de orde neemt landcommandeur Unico Wilhelm des H.R. Rijksgraaf van Wassenaer-Obdam (1692-1766) in. Hij hervormde de balije grondig. Zijn reorganisaties maakte de orde, zo schrijft J.A. van Zelm van Eldik, aan de vooravond van de revolutieperiode tot een goed functionerend instituut.
De Bataafse republiek verbood de adellijke orde niet en de bezittingen werden door een administrateur beheerd. In 1807 werd het Duitse Huis, min of meer vrijwillig en met recht van eerste koop, aan de regering van Lodewijk Napoleon afgestaan. Het koninkrijk Holland kwam niet aan het regelen van de Duitse Orde, die had moeten toezien hoe de Duitse tak van de orde in 1809 door Napoleon; die adellijke orden verafschuwde, werd opgeheven. In 1811 volgde de Balije Utrecht. Gelukkig voor de Duitse Orde pleegden de hier ten lande met de liquidatie van de orde belaste ambtenaren passief verzet tegen de Franse keizer en schoven ze de verkoop van de goederen op de lange baan.

## De Orde in het Koninkrijk der Nederlanden
Koning Willem I gaf de Balije Utrecht haar bezittingen, voor zover nog niet verkocht, weer terug. In een van de eerste wetten van het Koninkrijk der Nederlanden, op 8 augustus 1815, werd de Duitse Orde, ondanks een tegenstribbelende Staten-Generaal, erkend. De koning wees de titel van hoog- of grootmeester na enige aarzeling af, maar verkreeg wel het aggregatierecht. Alle benoemingen en bevorderingen in de Duitse Orde geschieden sindsdien bij Koninklijk Besluit. Opvallend is dat de orde geen regerende vorsten en geen prinsen der Nederlanden in haar midden heeft opgenomen.
De orde heeft tot 1945 ook Duitse ridders-expectanten en commandeurs gekend. Koning Willem III heeft zelfs tegen het grote aantal Duitse voordrachten geprotesteerd. Na 1871 werden er nog elf Duitse edelen tot kapittelridders benoemd. In 1937 werd vastgelegd dat de er geen Duitse onderdanen meer in de orde zouden worden opgenomen. In 1946 werden de Duitse leden geschrapt uit het ledenregister. De enige Duitse commandeur, Wolf Dietrich von Trotha, die sinds 1935 lid van het kapittel was, trof hetzelfde lot.
Mogelijke ridders-expectanten worden vaak al bij hun geboorte als "edelexpectant" aangemeld. Op hun 21e verjaardag kunnen zij als ridder-expectant tot de orde toetreden. Op hun dertigste jaar zijn zij verkiesbaar in het kapittel. Het entreegeld bedraagt 1200 gulden.
De kapittelridders worden niet tot ridder geslagen, maar leggen een eed af.
Het kapittel bestaat uit de landcommandeur, de coadjutor, elf commandeurs en de eerste en tweede kapittelridder.
De eis dat de Nederlandse ridders expectanten "zestien kwartieren oude adel niet besmet met bastaardij" moesten aantonen, werd afgezwakt tot "vier kwartieren met twee grootvaders van families die al vóór 1795 jaar tot de adel behoorden". Het kapittel achtte ook deze toelatingseis aan het begin van de 21e eeuw onhoudbaar en vroeg de Hoge Raad van Adel om een advies over nieuwe toelatingseisen, omdat het "voortbestaan van de orde" niet meer gegarandeerd kan worden.
Mede op grond van een reeds in 2003 uitgebracht advies van de Hoge Raad van Adel inzake aanpassing van de
toelatingseisen, waar het de eis van vier adellijke kwartieren betreft, stelde de Ridderlijke Duitsche
Orde, Balije van Utrecht, in 2006 nieuwe statuten vast. Sindsdien is slechts één adellijk kwartier paternel (aan de vaderszijde)
van vóór 1795 en één adellijk kwartier maternel (aan de moederszijde) zonder ouderdomsgrens vereist.
In 1992 werd het Duitse Huis gedeeltelijk teruggekocht. De orde heeft in Nederland 130 verpachte boerderijen en 1430 hectare landbouwgrond, waarvan het grootste deel in de provincie Utrecht. Uit de pachtopbrengsten wordt jaarlijks 1,2 miljoen euro uitgekeerd aan goede doelen.

## Activiteiten van de Ridderlijke Duitsche Orde in de protestantse Balije Utrecht
De dagelijkse leiding over de activiteiten berust bij de secretaris van de Duitse Orde. Er is ook een "Dirigerende commissie" waarvan de landcommandeur J.R. baron de Vos van Steenwijk, de coadjutor ir. B.W. baron Bentinck tot Buckhorst en de commandeurs mr. R.G.M.C. ridder van Rappard, drs. J-A.F. baron de Vos van Steenwijk en ds. B.F. baron van Verschuer deel uitmaken.
Voor bijzondere hulpverlening aan behoeftigen werd door de Duitse Orde de "Johan van Drongelenstichting" (vernoemd naar een voormalig Landcommandeur) opgericht. Per jaar worden ongeveer 500 aanvragen voor hulp en schuldsanering behandeld.
Met twee andere Utrechtse fondsen werd een fonds voor individuele materiële noodhulp opgericht. Dit fonds, de "Stichting N(oodhulp) U(trecht)" kan, doordat de gemeente Utrecht de administratie voor haar rekening neemt, al haar middelen inzetten ter leniging van individuele noden in de stad. Het jaarlijks budget hiervoor ligt rond de € 120.000. Deze vorm van hulp voorziet in een grote behoefte.
Ook wordt een substantieel deel van het jaarlijkse budget van de orde besteed aan bijdragen voor het aanschaffen van aangepaste vervoermiddelen of aanpassingen aan woningen; aanvullingen op voorzieningen die de overheid geeft in het kader van de Wet voorzieningen gehandicapten.
Ook in grotere projecten, te denken is aan het financieel helpen realiseren van huizen voor stervensbegeleiding (het Johannes Hospitium Vleuten) of opvangcentra voor zwerfjongeren ("Singelzicht" in Utrecht), is de orde betrokken.
Hoewel het overgrote deel van de middelen wordt besteed in het binnenland, is jaarlijks een kleine ton beschikbaar voor buitenlandse projecten. In toenemende mate wordt daarbij de aandacht gericht op gebieden waarmee de orde van oudsher banden heeft zoals de Baltische Staten, Kaliningrad en Polen.
De orde geeft ook geld voor medisch-wetenschappelijk onderzoek.
Het Vicariefonds wordt gebruikt om het reformatorisch-christelijke gedachtegoed te bevorderen en draagt bij aan Klinische Pastorale Vorming (KPV), buitenlandse studiereizen, sabbaticals en bijdragen in promotiekosten voor predikanten.

## Heraldiek
De commandeurs en de landcommandeur van de orde palen, of kwartileren, wanneer dat heraldisch, gezien de stukken, beter uitkomt, hun eigen wapen met dat van de Duitse Orde. In de 17e eeuw was het daarvoor gebruikte kruis nog van een zilveren zoom voorzien. In de loop der eeuwen werd het kruis eenvoudiger van snit en tegenwoordig is het een eenvoudig Latijns kruis.
De vele in het Duitse Huis bewaard gebleven wapens en portretten van de landscommandeurs zijn een rijke bron van heraldische kennis. Dat geldt ook voor de honderden uitgegeven kwartierstaten van de ridders-expectanten die, zelf of vertegenwoordigd door hun vader, "op hun woord van edelman" een document met hun wapen en dat van hun adellijke grootouders overleggen.

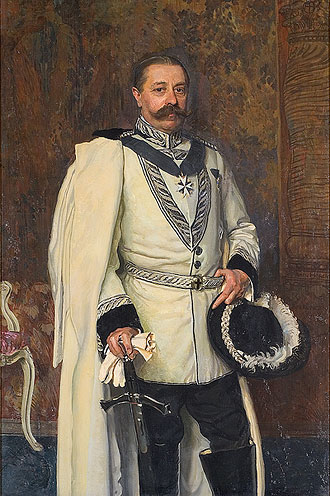
Godard John Charles George graaf van Aldenburg-Bentinck in het uniform van een ridder-expectant in de Duitse Orde. Het juweel om zijn hals is niet dat van de Duitse Orde maar de Pruisische Johanniterorde. De ridder-expectant draagt een klein kruis aan een zwart lint op de linkerborst.

## Ordekleding
De orde bezat tot voor enige jaren als ordekleding een kostbaar uniform van witte stof met zwarte omslagen, hoge kaplaarzen, zwaard en kraagspiegel. Daarbij werden een witte mantel en een witgevederde hoed gedragen. Tegenwoordig wordt de mantel over een jacquet of rokkostuum gedragen. De ridders-expectanten dragen een klein kruis aan een zwart lint in het knoopsgat. De commandeurs dragen een kruis aan een zwart lint om de hals en een zilveren, zwart gemaakt, kruis op hun borst.

De landcommandeur draagt zijn kruis aan een gouden keten. Er zijn geen vrouwelijke leden.

## De landcommandeurs sinds 1620

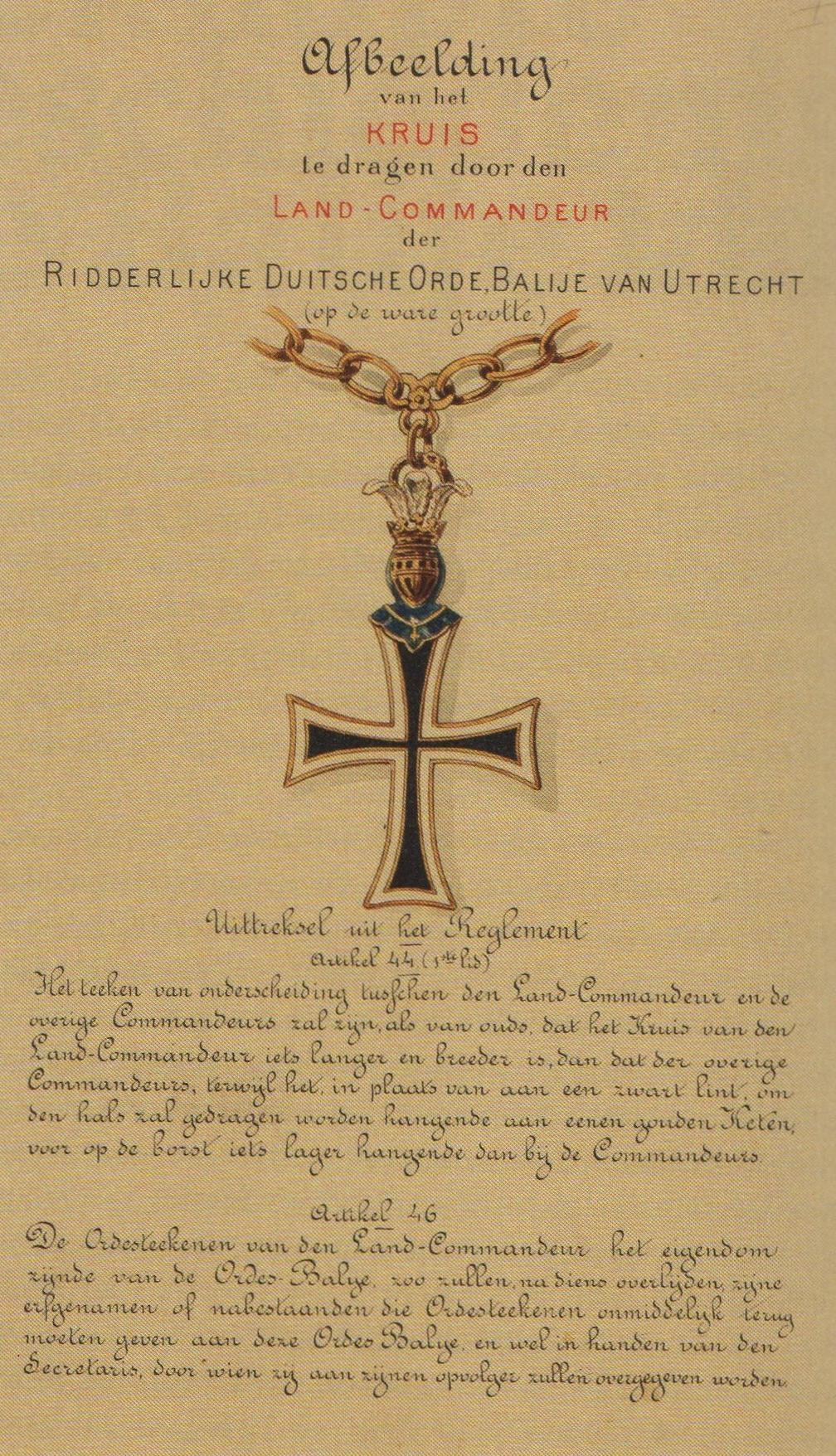
De gouden keten met het kruis van de landcommandeur

(35) Hendrik Casimir I van Nassau-Dietz, 1620-1640.
(36) Willem Frederik van Nassau-Dietz, 1641-1664.
(37) Floris Borre van Amerongen, 1664-1675.
(38) Heinrich von Solms, 1675-1693.
(39) Hendrik Casimir II van Nassau-Dietz, 1693-1696.
(40) Godard van Reede van Athlone, 1697-1703.
(41) Frederik Borre van Amerongen, 1703-1722.
(42) Willem van Lintelo, 1723-1732.
(43) Evert Jan Benjamin van Goltstein, 1732-1744.
(44) Lucas Willem van Broeckhuysen, 1744-1748.
(45) Hendrik van Iselmuden, 1748-1751.
(46) Frederik Willem Torck, 1753-1761.
(47) Unico Wilhelm van Wassenaer, 1763-1766.
(48) Frans Steven Carel van Randwijck, 1766-1785.
(49) Karl Ludwig von Anhalt-Bernburg-Schaumburg, 1786-1806.
(50) Jan Walraad van Welderen, 1806-1807.
(51) Arend van Raesfelt van Elsen, 1807.
(52) Volker Rudolf Bentinck van Schoonheeten, 1807-1820.
(53) Adriaan Wolter Willem Sloet van Sinderen, 1820-1824.
(54) Godert Willem de Vos van Steenwijk, 1824-1830.
(55) Rudolph Hendrik van Iselmuden, 1831-1834.
(56) Floris Willem Sloet tot Warmelo, 1834-1838.
(57) Albert Carel Snouckaert van Schauburg, 1838-1841.
(58) Carl Wilhelm Georg Johan Theodor Bodelschwingh-Plettenberg, 1841-1850.
(59) Otto Anna van Bylant, 1850-1857.
(60) Boudewijn Reynt Wouter Sloet van Hagendorp, 1857-1863.
(61) Frederik Louis Wilhelm van Brakell, 1863-1865.
(62) Hendrik Rudolph Willem van Goltstein van Oldenaller, 1865-1868.
(63) Alexander Carel Jacob Schimmelpenninck van der Oye, 1868-1877.
(64) Jan Derk van Rechteren van Ahnen, 1877-1886.
(65) François Maximiliaan van der Duyn, 1886-1889.
Otto van Dedem, 1889-1894.
(66) Reinhard Jan Christiaan van Pallandt van Rosendael, 1894-1899.
(67) Emilius Johan van Pallandt, 1899-1914.
(68) Alexander Schimmelpenninck van der Oye, 1914-1918.
(69) Anne Willem Jacob Joost van Nagell, 1918-1936.
(70) Otto Jacob Eiffelanus van Wassenaer van Catwijck, 1936-1939.
(71) Karel Gerrit Willem van Wassenaer, 1939-1946.
(72) Frand Johan Julius van Heemstra, 1946-1958.
(73) Bernhard Frederik van Verschuer, 1958-1971.
(74) Hendrik Jan van Nagell, 1971-1977.
(75) Paul Anthony van der Borch, 1977-1992.
(76) Albert van Harinxma thoe Slooten, 1992-
(78) Rudolph Everhard Willem van Weede
(79) Anthon Gerrit Aemile van Rappard
(80) Jan Reint de Vos van Steenwijk

## De portretten van de landcommandeurs

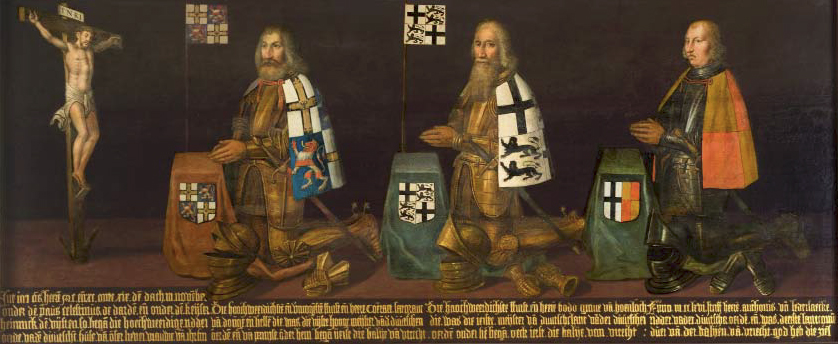
Eerste paneel van de reeks landcommandeurportretten in Utrecht, de portrettenreeks begint met een crucifix, dan volgen de toenmalige grootmeester Coenraat van Thüringen en de (niet historische) Duitschmeister Bodo graaf van Hohelohe, beiden met een commandovlag. Het derde eveneens fictieve portret is dat van Anthonis van Printhagen genaamd Ledersack. Hij bouwde buiten de Utrechtse stadsmuur het eerste Duitse Huis maar was nog geen landcommandeur.

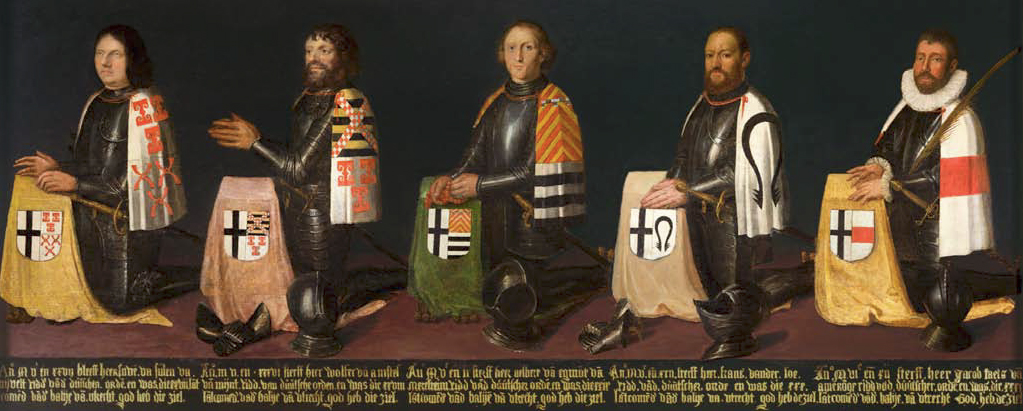
Een van de panelen met portretten van Steven van Zuylen van Nyevelt, en zijn vier directe opvolgers. Geschilder tussen 1576 en 1592.

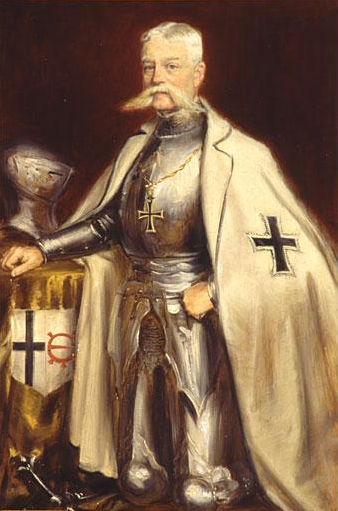
Het officiële portret van Anne Willem Jacob Joost Baron van Nagell in een harnas met de mantel van de orde.

De Duitse Orde heeft na 1556 portretten van de landcommandeurs vanaf het jaar 1239 laten maken. De anonieme schilder, "Meester van het Duitse Huis" genoemd, schilderde uiteraard fictieve portretten van de oudste landcommandeurs. De afgebeelde personen zijn wel herkenbaar aan hun wapenschild. Alleen de grootmeester en de Deutschmeister zijn met hun vaandel of commandovlag afgebeeld.
De rij opent met een groot crucifix en een fictief portret van de in 1239 regerende grootmeester Coenraat van Thüringen, daarop volgen de Deutschmeister Bodo van Hohenlohe en de oudste meester van het Utrechtse huis van de Duitse Orde. Al de in 1556 geschilderde portretten hebben hetzelfde formaat en de afgebeelde personen zijn allen in min of meer dezelfde knielende en biddende houding afgebeeld. Allen dragen een harnas en ook hun helmen zijn afgebeeld. Op hun bidbank is hun wapen afgebeeld. Latere portretten uit de periode waarin de orde protestants was tonen de landcommandeurs geknield achter een kist of meubel. Protestanten gebruiken immers geen bidbanken.
Een aantal van de panelen is tijdens de beeldenstorm, in de stad Utrecht betrof het waarschijnlijk de beeldenstorm van 7 maart 1580, beschadigd geraakt. De gezichten werden kapot gekrast maar werden later weer overgeschilderd. 
De portretten hebben sindsdien vrijwel altijd in een van de zalen van de orde gehangen. Ze worden nu in het Duitse Huis in Utrecht bewaard vanwaaruit ze in 2015 naar het Centraal Museum in Utrecht zijn gebracht voor een tentoonstelling over de Duitse Orde. De portrettenreeks is na 1592 aangevuld met portretten van de landscommandeurs. Na landscommandeur Hendrik Jan baron van Nagell, die zich in 1971 nog volgens de traditie in harnas had laten portretteren, wordt naar een nieuwe vorm voor de portretten gezocht. Urban Larsson, een van de in de 20e eeuw aangezochte schilders weigerde een portret van een man in harnas te schilderen, zo werd Albertus baron van Harixma thoe Sloten in 1996 in mantel en zwart jacquet afgebeeld. Paulus Anthony baron van der Borch tot Verwolde, heer van Vorden  en Anthon Gerrit Aemile ridder van Rappard  kozen voor een portret in het in onbruik geraakte officiële kostuum van de Duitse Orde.
Na het portret van de tussen 1615 en 1619 geportretteerde landcommandeur Diederik Bloys van Treslong dragen alle landcommandeurs een groot zwartgeëmailleerd kruis van de orde, meestal aan een gouden keten, maar in de late 18e en vroege 19e eeuw ook wel aan een zwart lint om de hals.
De oudere portretten zijn in veel gevallen zwaar gerestaureerd en vaak overgeschilderd. De orde heeft vaak, maar niet altijd, voor portretschilders uit Utrecht gekozen.

## Voetnoten
1. ↑  http://www.duitscheorde.nl/uploads/Pagina/Upswing_in_ootmarsum_20130706.pdfWensite van de Balije. Gezien op 24 november 2015.
2. ↑  Daantje Meuwissen noemt op blz. 96 Landcommandeur van Egmont van Merestein en zijn bijzit Liesbeth Dircks.
3. ↑  Jaarverslag Hoge Raad van Adel Aan de Ridderlijke Duitsche Orde, Balije van Utrecht, werd advies verstrekt inzake aanpassing van de
toelatingseisen tot deze Orde. Volgens de laatstelijk in 1986 gewijzigde statuten dienen aspirant-leden van het
mannelijk geslacht te zijn, de Nederlandse nationaliteit te bezitten, de “reformatorische” godsdienst te belijden en
te kunnen bogen op vier adellijke kwartieren van ten minste 200-jarige adeldom. Uit verschillende de laatste jaren
gedane onderzoeken is echter gebleken dat het aantal potentiële kandidaten dat aan deze toelatingseisen voldoet te
gering is om aan de Orde voldoende toekomstperspectief te bieden. Gezien op 2 augustus 2013
4. ↑  Jaarverslag 2006 - Hoge Raad van Adel op . Gezien 3 augustus 2013.
5. ↑  De landheer verpacht voor een aalmoes. de Volkskrant, 22 december 2020.
6. ↑  Opgave op , de website van de orde. Gezien op 25 november 2015.
7. ↑  Daantje Meuwissen, afgedrukte foto van J.R. baron de Vos van Steenwijk.
8. ↑  Deze persoon is wel afgebeeld, maar het is volgens Daantje Meuwissen onduidelijk of hij werkelijk heeft bestaan.
9. 1 2 3  Daantje Meuwissen
10. ↑  Centraal Museum Tentoonstelling Kruisvaarders en Weldoeners

Militaire Willems-Orde · Orde van de Nederlandse Leeuw · Orde van Oranje-Nassau · Huisorde van Oranje · Huisorde van de Gouden Leeuw van Nassau · Orde van de Gouden Ark · Ridderlijke Duitsche Orde, Balije van Utrecht · Johanniter Orde in Nederland
Zie ook: Ridderorden en onderscheidingen in Nederland